# Dioklész-féle cisszoid

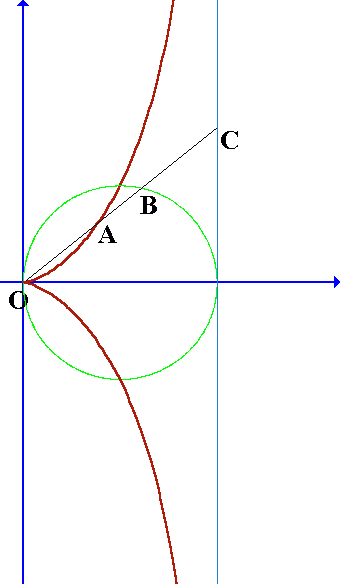
Dioklész-féle cisszoid (piros)

A Dioklész-féle cisszoid síkgörbe, algebrai görbe, melyet az alábbi egyenlet definiál:
{\displaystyle x^{3}+(x-a)y^{2}=0\,,\ a>0}
A görbe azon A pontok mértani helye, melyekre igaz, hogy OA = BC és az A, B, és C pont egy egyenesen fekszik, valamint 
- O az origóban helyezkedik el,
- B ennek az egyenesnek és a annak az a átmérőjű körnek a metszéspontja, melynek középpontja (a/2,0).
- A C pont ennek ez egyenesnek és az x=a egyenesnek a metszéspontja.

A Dioklész-féle cisszoid tehát egy a átmérőjű kör és a hozzá tartozó érintőhöz tartozó görbe. Polárkoordinátás egyenlete:
{\displaystyle \rho =a(\sec \vartheta -\cos \vartheta ),\qquad \qquad }
vagy
{\displaystyle \rho =a{\frac {\sin ^{2}\vartheta }{\cos \vartheta }}\qquad \qquad }
ahol {\displaystyle \vartheta \in (-\pi /2,\pi /2)}
Ezek az egyenletek paraméteres alakra is hozhatók:
{\displaystyle {\begin{cases}y=a\left(\operatorname {tg} \vartheta -{1 \over 2}\sin 2\vartheta \right),\qquad \quad \\x=a\sin ^{2}\vartheta ,\qquad \quad \\\end{cases}}}
vagy
{\displaystyle {\begin{cases}x={\frac {at^{2}}{1+t^{2}}},\qquad \quad \\y={\frac {at^{3}}{1+t^{2}}},\qquad \quad \\\end{cases}}\ -\infty <t<\infty ,}
ahol 
{\displaystyle t=\operatorname {tg} \varphi }
{\displaystyle \varphi \,} az OA egyenesnek az x-tengellyel bezárt szöge.

## Tulajdonságai
Az O pont a görbe szinguláris pontja, az x=a egyenes aszimptotája.
A görbe és az aszimptota közötti terület:
{\displaystyle T=3/4\pi a^{2}\,}

## A kocka megduplázása
A cisszoid segítségével Dioklésznak az i.e. III. században sikerült megoldani az úgynevezett déloszi problémát: a kocka kettőzését.

## Külső hivatkozások
- Tankönyvtár